# 2-Butanol
2-Butanol (sec-butanol) je organsko jedinjenje sa formulom . Ovaj sekundarni alkohol je zapaljiva, bezbojna tečnost, koja je rastvorna u 12 delova vode i kompletno se meša sa polarnim organskim rastvaračima, kao što su etri i drugi alkoholi. On se proizvodi u velikim razmerama, prvenstveno kao prekurzor industrijskog rastvarača metil etil ketona. 2-Butanol je hiralan, te postoje dva stereoizomera, koji se označavaju kao (R)-(−)-2-butanol i (S)-(+)-2-butanol. On se normalno nalazi kao smeša dva stereoizomera – racemska smeša.
|                   |                   |
|                   |                   |
| (R)-(−)-2-butanol | (S)-(+)-2-butanol |

## Proizvodnja i primene
2-Butanol se industrijski proizvodi hidratacijom 1-butena ili 2-butena:
Sumporna kiselina se koristi kao katalizator over konverzije.
Mada se deo proizvedenog 2-butanola koristi kao rastvarač, on se uglavnom konvertuje do butanona ("MEK"), koji je važan industrijski rastvarač i prisutan je u sredstvima za čišćenje i uklanjanje farbe. Isparljivi estri 2-butanola imaju prijatne arome, te se u malim količinama koriste u parfemima i veštačkim začinima.

## Spoljašnje veze
- Internacionalna karta hemijske bezbednosti 0112
- Džepni vodič hemijskih hazarda 0077
- Ekološki zdravstveni kriterijum 65: Butanols: four isomers